# Courchevel Le Praz
Le Praz of Courchevel Le Praz, en tot 2011 Courchevel 1300, is een skidorp in het Franse wintersportgebied Courchevel, deel van Les 3 Vallées. Het ligt op een klein plateau op een noord-georiënteerde bergflank, tussen 1230 en 1300 meter boven het zeeniveau, op het grondgebied van de gemeente Courchevel in het departement Savoie. Het dorp gaat terug op een traditionele nederzetting en telt in tegenstelling tot veel andere skidorpen nog een aanzienlijk aantal permanente bewoners.
In 1944 werd er een skischans gebouwd, die voor de Olympische Winterspelen 1992 werd uitgebreid tot de Tremplin du Praz.
Le Praz ligt aan op de weg vanuit de vallei naar de Courchevel Moriond, Courchevel 1850 en Courchevel Village enerzijds (D91A) en La Tania anderzijds (D98).